# Пендер (Небраска)
Пендер (енгл. Pender) град је у америчкој савезној држави Небраска.

## Демографија
По попису из 2010. године број становника је 1.002, што је 146 (-12,7%) становника мање него 2000. године.
| Група             | 2000.         | 2010.       |
| Белци             | 1.125 (98,0%) | 954 (95,2%) |
| Афроамериканци    | 1 (0,1%)      | 0 (0,0%)    |
| Азијати           | 0 (0,0%)      | 2 (0,2%)    |
| Хиспаноамериканци | 9 (0,8%)      | 17 (1,7%)   |
| Укупно            | 1.148         | 1.002       |